# Bal au château
Pour plus de détails, voir Fiche technique et Distribution.
Bal au château (Ballo al castello) est une comédie romantique italienne de téléphones blancs réalisée par Max Neufeld et sortie en 1939. 

## Synopsis
Une jeune danseuse novice est nommée danseuse étoile par le directeur de la compagnie de ballet pour rendre service au prince de la maison royale, qui est apparemment attiré par la jeune fille.
Cela provoque la colère de son fiancé jaloux, mais la rusée danseuse parvient à résoudre le conflit de la meilleure façon possible.

## Fiche technique
- Titre français : Bal au château[1]
- Titre italien original : Ballo al castello[2]
- Réalisateur : Max Neufeld
- Scénario : Carlo Della Posta
- Photographie : Václav Vích
- Montage : Giuseppe Fatigati
- Musique : Armando Fragna (it)
- Décors : Ottavio Scotti (it)
- Costumes : Fabrizio Carafa
- Production : Carlo Della Posta, Ettore Rosboch
- Société de production : Italcine
- Pays de production :  Royaume d'Italie
- Langues originales : italien
- Format : Noir et blanc - 1,37:1 - Son mono - 35 mm
- Durée : 80 minutes
- Genre : comédie romantique de téléphones blancs
- Dates de sortie :
  - Royaume d'Italie : 1er octobre 1939
  - France : 1947

## Distribution
- Alida Valli : Greta Larsen, la danseuse
- Antonio Centa : Lieutenant Paolo Kariski, l'amant
- Carlo Lombardi : Prince George
- Sandra Ravel Rita Valentini, la danseuse étoile
- Giuseppe Pierozzi Petrovich
- Guido Notari : directeur de théâtre
- Corrado De Cenzo : Prince Nicolas
- Vasco Creti : Sebastiano Larsen, le père de Greta
- Emilio Petacci
- Cesare Polacco
- Bianca Della Corte
- Giorgio Capecchi
- Claudio Ermelli
- Luigi Erminio D'Olivo
- Lina Tartara Minora